# Melanagromyza trispina
Melanagromyza trispina este o specie de muște din genul Melanagromyza, familia Agromyzidae, descrisă de Malloch în anul 1927. Conform Catalogue of Life specia Melanagromyza trispina nu are subspecii cunoscute.